# 6547 Василькаразін
6547 Василькаразін (6547 Vasilkarazin) — астероїд головного поясу, відкритий 2 вересня 1987 року.
Тіссеранів параметр щодо Юпітера — 3,397.